# Grafschaft Vaudémont
Die Grafschaft Vaudémont (heute im Département Meurthe-et-Moselle) war bereits im 9. Jahrhundert als Grafschaft Saintois bekannt. Sie gehörte zur Grafschaft Toul, von der sie sich im 10. Jahrhundert löste. Zur Grafschaft Vaudémont gehörte das Soulossois.
Zu Beginn des 12. Jahrhunderts gab der Kaiser das Land an Gerhard I., einen jüngeren Sohn des Herzogs Gerhard von Lothringen, nachdem dieser der Erhebung seines Bruders Dietrich II. zum Herzog von Lothringen zugestimmt hatte. Gerhard I. nahm den Titel eines Grafen von Vaudémont an.
Vaudémont bleibt im Besitz seiner Nachkommen, erst unter der Oberherrschaft Lothringens, dann unter der der Grafschaft Bar. Durch Heirat kam es an Anselm von Joinville, Sohn von Jean de Joinville, dem Biographen König Ludwigs IX. (Ludwig der Heilige), und Marschall von Frankreich.
Anselms Enkelin Margarete heiratete Ferry (Friedrich) von Lothringen, den jüngeren Bruder des Herzogs Johann I. Deren Urenkel René folgte 1473 als René II. im Herzogtum.
Der Titel eines Grafen von Vaudémont wurde in der Folgezeit von verschiedenen jüngeren Söhnen des lothringischen Herzogshauses getragen.
Die imponierende Festung von Vaudémont wurde auf Befehl der französischen Besatzungsmacht während des Dreißigjährigen Krieges im Jahre 1639 abgerissen.

## Grafen von Vaudémont
Haus Elsass

Wappen des ersten Grafenhauses

Wappen des Hauses Joinville

Wappen des Hauses Lothringen-Vaudémont

- Gerhard I. († 1108), Sohn Herzog Gerhards von Elsass, Herzog von Lothringen, Graf von Vaudémont
- Hugo I. († 1155) dessen Sohn, Graf von Vaudémont
- Gerhard II. († nach 1181) dessen Sohn, Graf von Vaudémont
- Hugo II. († nach 1235) dessen Sohn, Graf von Vaudémont
- Hugo III. († nach 1242) dessen Sohn, Graf von Vaudémont
- Heinrich I. († 1278) dessen Sohn, Graf von Vaudémont
- Rainald († 1279) dessen Sohn, Graf von Vaudémont
- Heinrich II. († 1299) dessen Bruder, Graf von Vaudémont
- Heinrich III. († 1348) dessen Sohn, Graf von Vaudémont
  - Heinrich IV. († 1346) dessen Sohn, Graf von Vaudémont (Mitregent)

Haus Joinville
- Heinrich V. († 1365), Enkel Heinrichs III.
- Margarete († 1418), dessen Tochter, I⚭ 1367 Johann I. von Montagu, II⚭ 1374 Peter, Graf von Genf, III⚭ 1393 Friedrich von Vaudémont

Haus Lorraine-Vaudémont
- Friedrich von Lothringen, Graf von Vaudémont († 1415), Herr von Rümmingen ⚭ Marguerite de Joinville
- Antoine († 1458) deren Sohn, Graf von Vaudémont
- Friedrich (Ferry) II. († 1470) ⚭ Jolande von Anjou († 1483), Erbin von Lothringen und Bar, Tochter des René I., König von Neapel, Herzog von Lothringen, Graf von Provence etc.
- René II. († 1508), deren Sohn, Herzog von Lothringen 1473

Weitere Personen des Hauses Lorraine-Vaudémont:
- Henri de Lorraine-Vaudémont († 1505), Bischof von Metz und von Thérouanne
- Louise de Lorraine-Vaudémont (1553–1601), Königin von Frankreich (1575–1589)
- Charles Thomas de Lorraine-Vaudémont (1670–1704), Prinz von Vaudémont und Feldmarschall in der österreichischen kaiserlichen Armee